# E–4 Nightwatch
A Boeing E–4B az amerikai légierő légi bevetésirányítási célokra átalakított Boeing 747-eseinek katonai típusjelzése. A hidegháború idején a négy gépből álló E–4B flotta célja egy esetleges atomháború esetén egy repülő bevetésirányítási központ feladatának ellátása volt. Az 1990-es évek közepétől a megváltozott nemzetközi helyzetnek megfelelően a flotta feladata egy természeti katasztrófát követő koordinációs feladat lett az amerikai katasztrófavédelmi ügynökség, a FEMA irányítása alatt. Az E–4-es flottát 2007-ben Donald Rumsfeld akkori hadügyminiszter tervei szerint 2015-re vonták volna ki a hadrendből, ám megfelelő cseregép hiányában egy évvel később ezt a döntést vonták vissza. A gépek 2039-ig érik el a maximális élettartamukat. A típus egyike az úgynevezett „végítélet-repülőgépeknek” (doomsday plane).

## Áttekintés
A gép szerkezetileg egy Boeing 747–200 utasszállító repülőgép, amelyet belül kifejezetten arra képeztek ki, hogy háborús esemény idején a legmagasabb rangú polgári és katonai vezetők számára biztosítsa egy mozgékony és atomtámadásnak ellenálló bevetésirányító központ szerepét. A legfelsőbb katonai hatalmat az amerikai katona terminológiában NCA-nak (National Command Authority) hívják. Az NCA fogalma egyszerre tartalmazza az amerikai elnököt és a hadügyminisztert. Nukleáris fegyverek bevetését csakis az NCA engedélyezheti, azaz az elnök és a hadügyminiszter együtt, külön-külön nem.
A gép elsődleges feladata egy olyan nehezen megtalálható (és eltalálható) helyszín biztosítása volt, ahonnan az NCA egy atomháború esetén irányíthatja az ellencsapást. Az USA nukleáris doktrínája nem támogatja az első atomcsapás politikáját, így a gépeket és a küldetésüket egy már folyamatban levő támadásra készítették fel. Erre a feladatra készült a National Emergency Airborne Command Post (NEACP), azaz „országos repülő vészhelyzeti vezetési pont”. Az 1990-es évek közepétől a szovjet fenyegetés csökkenésével a flotta feladata a egy természeti katasztrófát követő koordinációs feladat lett az amerikai katasztrófavédelmi ügynökség, a FEMA irányítása alatt. A megújult feladat neve National Airborne Operations Center (NAOC) lett, azaz „országos repülő műveleti központ”.
Az amerikai légierő kötelékében jelenleg négy E–4B szolgál. Ezek a nebraskai Offut légibázison állomásozó 55. ezred 1. légivezénylési és -irányítási századába tartoznak (1st Airborne Command Control Squadron, 55th Wing), utasításaikat pedig a stratégiai parancsnokságtól (USSTRATCOM) kapják.
Két amerikai elnök is repült az E–4 fedélzetén, Jimmy Carter és Ronald Reagan. Mivel az E–4 a légierő kötelékébe tartozik, ilyenkor a gép hívójele Air Force One lesz.

## Története
A Boeing gyár két 747–200-as gépére letett megrendelést az ügyfél légitársaság később visszavonta. Ekkor a Boeing a gépeket felkínálta az Amerikai Légierőnek, mivel a közeljövőben volt várható a Boeing 707-esen alapuló EC–135J, az akkori NEACP gép cseréje. Az első E–4A-t a seattle-i Boeing gyárban készítették el, 1974-ben. Az A-modell gyakorlatilag az EC–135 felszereléseit szállította, de több hellyel rendelkezett és tovább is tudott a levegőben maradni, mint az EC–135. Ezek mellett az E–4 képes volt a stratégiai légierő számára Looking Glass típusú bevetések végrehajtására, azaz távolról volt képes válaszcsapást indítani a SAC rakétabázisairól. Idővel a gép teljes üzemi idejét a vezérkari feladatok kötötték le és nem végzett a SAC számára küldetéseket.
A Boeing további kettő E–4-est épített. Az első E–4B modell 1979-re készült el, és már kinézetben is különbözött az A-modelltől. A legszembetűnőbb különbség a felső fedélzet mögötti púp volt – ebben kapott helyet az SHF (3–30 GHz) műholdantenna. 1980-ra az összes E–4-est átépítették a B-modell specifikációi szerint. Az E–4B a korábbi modellhez képest nagyságrendekkel nagyobb kommunikációs képességekkel rendelkezett, továbbá az elektronikát árnyékolták a nukleáris robbanások elektromágneses impulzusa (EMP) ellen is. A gép légkondicionáló rendszerébe emellett további szűrőket építettek be a radioaktív részecskék szűrésére.
Az első E–4B kifejlesztése becslések szerint nagyjából 1 milliárd dollárba került; a gépek árát egyenként 250 millió dollárra becsülték. Az amerikai légierő saját weblapja szerint a gépek ára 1998-as árfolyamon 223 millió dollár volt.
Az E–4B személyzete 60 és 114 fő közötti; ezzel a legnagyobb személyzetű gép az amerikai légierő kötelékében.

## Belső berendezése
Az E-4B-nek három fedélzete van:

### Felső fedélzet
Ezen a fedélzeten kap helyet a pilóta, a másodpilóta, a navigátor és a fedélzeti mérnök munkaállomása. A felső fedélzet hátsó részén található a repülőszemélyzet és még további emberek számára kialakított pihenő.

### Középső fedélzet

#### NCA lakosztály
Az első ajtó előtt, a gép orrában található az NCA lakosztály, amely a gépen tartózkodó VIP számára lett berendezve. A lakosztályban megtalálható dolgozószoba, nappali, hálószoba és gardrób. A lakosztály telefonjain keresztül az NCA a világon bárhova lehallgatásmentesen tud telefonálni.

#### Első ajtó területe
A gép orrában található ajtónál van a főkonyha, valamint a lépcső a felső és az alsó fedélzetre. A konyhában vannak a hűtők és mélyhűtők, egy forró levegős sütő és egy mikrohullámú sütő, amelyek segítségével a szakács a hosszabb küldetések során napi több, mint száz adag ételt készíthet el. A szakácsok és a biztonsági őrök számára négy ülés kapott helyet az első ajtótól balra.

#### Konferenciaterem és vetítőterem
A középső fedélzeten található a konferenciaterem, ahol lehallgatás nélkül tartható konferenciák, eligazítások. A teremben az asztalt kilenc nagyméretű, magas háttámlás irodai szék veszi körül. A konferenciaterem mögött található a vetítőszoba, amely egyszerre képes a konferenciaterembe és a vetítőterembe számítógépes grafikát, írásvetítőt és diát vetíteni.

#### Eligazítási terem
Az eligazítási teremben három irodai szék és tizennyolc ülés veszi körül az asztalt. A teremben található még egy pódium valamint kettő hátsó vetítésű képernyő.

#### Operatív csoport területe
A vetítőterem mögött található az operatív csoport területe, ahol a 29 ember számára szükséges számítógépek, konzolok és székek kapnak helyet. A konzolok segítségével elérhetők a számítógépek, az automata telefonközpont, a külső telefonvonalak és rádióösszeköttetések, a forró drótok, a telefonközponti vonalak vezérlőpanele, a belső telefonvonalak valamint a hangrögzítő.

#### Irányítási terület
A főfedélzet hátsó részén osztozik az irányítási terület és a pihenő. A leválasztott műszaki irányítási részlet a terület bal-első részén található, ahol egy technikusi konzol, egy multiplexer, az SHF műholdvevő valamint szerelőasztal található.

#### Kommunikációs csoport területe
A kommunikációs terület kétfelé lett osztva, hangátviteli és adatátviteli részre. A hangátviteli terület a kabin jobb oldalán található – itt kap helyet a rádiókezelő konzolja, a félautomata telefonközpont, valamint a kommunikációs tiszt konzolja. Az adatátviteli terület a részleg bal oldalán található, ahol helyet kapott az adatátviteli konzol, az adatátviteli technikus konzolja, a nagysebességű adat/AUTODIN/AFSAT kapcsolatok konzolja valamint az LF és VLF vezérlő konzolok.

#### Avionikai részleg
Az avionikai részlegben kapnak helyet a gép üzemeltetéséhez szükséges berendezések, az elektromos kapcsolószekrények, a folyékony oxigén átalakítók, valamint itt lehet a csomagokat és a pótalkatrészeket is tárolni.

#### Pihenőrészleg
A főfedélzet hátsó részének maradékát a pihenőterület foglalja el, ahol a személyzet aludni és pihenni tud.

### Alsó fedélzet

#### Alsó-első berendezésterem
Az alsó-első berendezésteremben található a gép ivóvízkészlete, az 1200 kVA-es elektromos kapcsolószekrény, a transzformátorok, a VLF jeladó és az SHF műholdkommunikációs berendezések, valamint az elektromos lépcső a ki- és beszálláshoz.

#### Alsó-hátsó berendezésterem
Az alsó-hátsó berendezésteremben található a karbantartórészleg valamint minden egyéb szükséges berendezés.

#### Alsó antenna terület
Az alsó fedélzet leghátsó részében található a 8 km hosszú vontatott légiantenna csörlője, az antennakezelő állása valamint az antenna irányítószervei.

## Tervezése

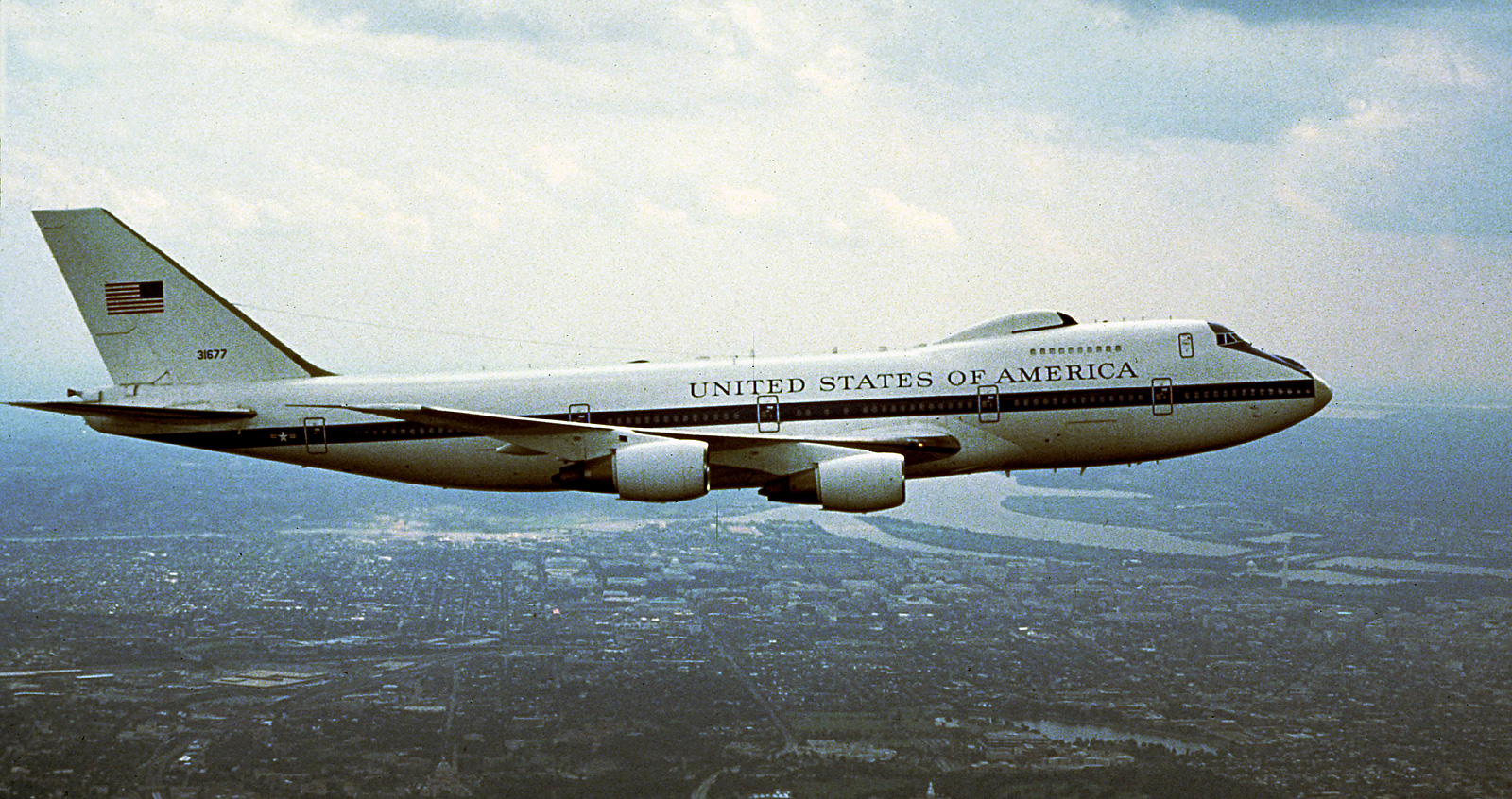

Az E-4B-t úgy tervezték, hogy az elektronikai rendszerei túléljenek egy elektromágneses impulzust (EMP). A gép emellett rakétaelhárító rendszerrel is rendelkezik. Légi utántöltéssel jelentős ideig képes a levegőben tartózkodni – a repülési korlátot a hajtóművek kenőanyagának elhasználódása jelenti. Egy repülésidőtartami kísérlet során a gép 33 órán át tartózkodott a levegőben és maradt teljesen üzemképes. Egy E-4B teljes utántöltéséhez kettő KC–135 Stratotanker teljes üzemanyagmennyiségére van szükség.
Az E–4 flottát 1974-ben állították hadrendbe mint National Emergency Airborne Command Post (NEACP). A flotta eredetileg a marylandi Andrews légitámaszpont állomásozott, az Air Force One mellett, hogy veszély esetén azonnal az amerikai elnök és a hadügyminiszter rendelkezésére álljon. A gépeket később az Offut légibázisra telepítették, ahol nagyobb biztonságban voltak egy támadás esetén. 1994-ig egy E–4B állandó jelleggel, bevetésre készen állt az Andrews légitámaszponton, közel az elnökhöz. A gépet napi 24 órán át készenlétben tartották, a fedélzeten pedig külön személyzet üzemeltette a kommunikációs berendezéseket. A gép különleges küldetése miatt gyakoriak voltak a hadgyakorlatok, amikor egy sziréna megszólalása jelezte a bevetés kezdetét. A gyakorlatok főleg az éjszakai órák során zajlottak le, egy magas rangú parancs eredményeként, vagy pedig amikor bizonyos kommunikációs kapcsolatok megszakadtak.
Időről időre különleges bevetési gyakorlatokat is tartottak – ezek közül kettő volt kiemelkedően gyakori, az „OPAL” és a „JEEP”. Az OPAL gyakorlat során a Marine One helikopter érkezése szimulálta az elnök érkezését. Néha ez mindenféle figyelmeztetés nélkül történt – a helikopter egyszer csak megjelent, és a hadgyakorlatban egy elnöki dublőr vett részt. A JEEP gyakorlat ehhez hasonlóan zajlott, célja azonban a magas rangú kormánytisztviselők evakuálásának gyakorlása volt – például a hadügyminiszteré vagy pedig az elnök jogrend szerinti utódaié.
A 24 órás készenlét az Andrews légitámaszpont akkor ért véget, amikor Bill Clinton elnök utasítására az összes gép az Offuton állomásozott, amennyiben nem volt rájuk szükség. Ennek ellenére friss személyzet állomásozott az Andrewson és az ohioi Wright-Patterson légibázison. Egy E–4B-t a mai napig is teljes készenlétben tartanak.
Amikor 1989-ben a légierő az Air Force One gépeit Boeing 747–200-ra cserélte (légierős jelölés szerint VC–25A), valamint amikor a hidegháború is véget ért, akkor a NEACP iránti szükség is lecsökkent. 1994-ben a NEACP új nevet és szerepet kapott. National Airborne Operations Center (NAOC) néven a katasztrófavédelmi ügynökség, a FEMA embereit szállította katasztrófa-sújtotta területekre és szolgált ott ideiglenes parancsnoki központként, mielőtt a földi központ elkészült.
A „Nightwatch” becenév Rembrandt egyik festményének, az Éjjeli őrjárat angol nevéből származik, ahol egy várost védő őrjárat elindul körútjára. A nevet a kép alapján az 1. légivezénylési és -irányítási század első parancsnoka választotta.

## Tervezett kivonása
2006 januárjában Donald Rumsfeld hadügyminiszter bejelentette, hogy az egész E–4B flottát 2009-től elkezdik kivonni a forgalomból. Minden évben egy géppel kevesebbet terveztek üzemeltetni. Az akkori tervek szerint a gépeket valószínűleg két, háborús vészadásra képes C–32 (Boeing 757) helyettesítené, amelyeken keresztül országos katasztrófahelyzet vagy atomháború esetén az elnök tévé- és rádióbeszédeket intézhet Amerikához. Egy évvel később azonban az új hadügyminiszter, Robert Gates visszavonta ezt a döntést, mivel bebizonyosodott, hogy más gép nem lenne képes a Nightwatch összes feladatának ellátására.Donald Trump elnök 2018-2019-es évre elkészített költségvetés-javaslata 6 millió dollárt szánt az E–4B és a C–32A gépek leváltásának tanulmányozására. 2017 júniusában egy tornádó megrongálta az nebraskai Offut légitámaszponton állomásozó két E–4B-t, amelyek helyreállítása három hónapba és 8 millió dollárba került.